# Scobicia lesnei
Scobicia lesnei är en skalbaggsart som beskrevs av Fisher 1950. Scobicia lesnei ingår i släktet Scobicia och familjen kapuschongbaggar. Inga underarter finns listade i Catalogue of Life.